# Yo soy la Juani
Yo soy la Juani is een Spaanse film uit 2006, geregisseerd door Bigas Luna.

## Verhaal
Juani is een meisje uit de provincie dat besluit te ontsnappen aan haar ongestructureerde omgeving op zoek naar een kans om te slagen als actrice. Daarom besluit ze om met haar beste vriendin naar Madrid te gaan en alles achter te laten, inclusief haar vriend Jonah. 
Hun nieuwe leven lijkt hen toe te lachen, maar het duurt niet lang voor ze de realiteit van de grote stad ervaren.

## Rolverdeling
| Acteur           | Personage           |
| ---------------- | ------------------- |
| Verónica Echegui | Juani               |
| Dani Martín      | Jonah               |
| Laya Martí       | Vane                |
| Gorka Lasaosa    | Nacho               |
| José Chaves      | vader van Juani     |
| Mercedes Hoyos   | moeder van Juani    |
| Ferran Madico    | Producent Olavarría |
| Marcos Campos    | Marcos              |

## Ontvangst

### Prijzen en nominaties
De film won 4 prijzen en werd voor 6 andere genomineerd. Een selectie:
| Jaar | Evenement                   | Categorie                | Genomineerde     | Resultaat   |
| ---- | --------------------------- | ------------------------ | ---------------- | ----------- |
| 2007 | Premios Goya (21ste editie) | Beste debuterend actrice | Verónica Echegui | Genomineerd |